# 路西街道 (晋中市)
路西街道，是中华人民共和国山西省晋中市榆次区下辖的一个乡镇级行政单位。

## 行政区划
路西街道下辖以下地区：
晋百纺社区、晋纺机社区、晋星社区、榆液社区、晋榆社区和五二五库社区。